# Франсоа Митеран
Франсоа Морис Адријан Мари Митеран (фр. François Maurice Adrien Marie Mitterrand; Жарнак, 26. октобар 1916 — Париз, 8. јануар 1996) био је француски политичар и државник, први социјалиста који је 1981. изабран за председника Француске. У Другом светском рату био је један од вођа француског покрета отпора, а од 1971. вођа Социјалистичке партије.
Под утицајем породице, Митеран је започео свој политички живот на католичкој националистичкој десници. Служио је вишијевском режиму првих година, али је затим ступио у покрет отпора, прешао на левицу, и више пута био на министарским позицијама за време Четврте републике. Противио се де Головом успостављању Пете републике. Иако је у одређеним периодима био изолована политичка фигура, Митеран је надјачао ривале и постао кандидат левице на свим председничким изборима од 1965. до 1988, са изузетком 1969. Изабран је за председника на изборима у мају 1981, а поново је изабран 1988, и на положају је био до 1995.
Митеран је позвао Комунистичку партију у своју прву владу, што је у то доба био контроверзан потез. У тој влади су комунисти били мањи партнер и нису успели да искористе прилику да увећају снагу, већ им је подршка опала, и напустили су кабинет 1984. На почетку свог првог мандата, Митеран је пратио радикални економски програм који је укључивао национализацију кључних предузећа, али је након две године, кад је економија запала у кризу, преусмерио курс. Његова спољашња и одбрамбена политика су биле изграђене политикама његових „голистичких“ претходника. Његово партнерство са немачким канцеларом Хелмутом Колом је унапредило европске интеграције преко Споразума из Мастрихта, међутим Уједињење Немачке је прихватио невољно. У два наврата је због губитка парламентарне већине био приморан на кохабитацију са конзервативним владама које су водили Жак Ширак (1986–88), и Едуард Баладур (1993–95). Мање од осам месеци по окончању мандата, Митеран је умро од рака простате који је успешно скривао током већег дела свог председничког мандата.
Осим што је учинио француску левицу довољно примамљивом да може да дође на власт, за доба Митерана је Социјалистичка партија преузела примат на левици, а некада моћна Комунистичка партија је доживела пад (проценат који су кандидати Комуниста освајали у првом кругу председничких избора је пао од максималних 21,27% 1969. на 8,66% 1995, кад је окончан Митеранов други мандат, и на 1,93% на изборима 2007. године).

## Младост
Митеран је студирао од 1925. до 1934 на Колеџу Сан-Пол у Ангулему, где се учланио у студентску организацију Католичке акције. По доласку у париз у јесен 1934, уписао се на Париски институт политичких наука где је дипломирао у јулу 1937. Митеран је око годину дана био члан Националних добровољаца (фр. Volontaires nationaux), организације повезане са Франсоа де ла Роковом екстремно-десничарском организацијом Ватрени крст (фр. Croix de Feu); лига је претходно учествовала у Кризи 6. фебруара 1934. која је довела до пада друге Левичарске коалиције (фр. Cartel des Gauches).
Супротно неким извештајима, Митеран никада није формално био члан Француске социјалне партије (ПСФ) која је наследила Ватрени крст, и може се сматрати првом француском масовном десничарском партијом. Међутим, он јесте писао чланке за L'Echo de Paris, новине блиске ПСФ-у. Учествовао је у демонстрацијама против инвазије метека у фебруару 1935. а потом и у демонстрацијама против наставника права Гастона Језеа, који је номинован за правног саветника негуша Етиопије у јануару 1936.
Кад је током 1990—их откривено Митераново учешће у овим конзервативним десничарским покретима, он је своја дела приписао миљеу своје младости. Митеран је такођеи имао неке личне и породичне везе са припадницима екстремно-десничарске терористичке групе La Cagoule током 1930—их.
Митеран је служио војни рок од у 23. пуку колонијалне пешадије. 1938. је постао најбољи пријатељ са Жоржом Дајаном, Јеврејином и социјалистом кога је спасао од антисемитских агресија национал-ројалистичког покрета Француска акција. Пријатељство са Дајаном је навело Митерана да почне да преиспитује неке од својих националистичких идеја. Након завршетка студија права, у септембру 1939. је послат на Мажино линију код Монмедија, у чину пешадијског наредника. Верио се са Мари-Луизом Терас (касније позната као глумица Катрин Ланже) у мају 1940. (али је она раскинула веридбу у јануару 1942). Након сазнавања о нацистичким концентрационим логорима на крају Другог светског рата, Митеран се одрекао католичке идеологије у којој је васпитан, и идентификовао се као агностик.

## Председник (1981—1995)

### Први мандат (1981—1988)
Франсоа Митеран је на председничким изборима 10. маја 1981. постао први социјалистички председник Пете републике, а његова влада је постала прва левичарска влада у 23 године. Поставио је Пјера Моруа за премијера и организовао нове законодавне изборе. Социјалисти су стекли апсолутну парламентарну већину, и четворо комуниста је ушло у владу.

#### Економска политика
Почетак Митерановог првог мандата је обележила левичарска економска политика, базирана на 110 предлога за Француску и Заједничком програму из 1972. који су саставиле Социјалистичка, Комунистичка и Лева радикална партија. Ова политика је подразумевала неколико национализација, 10% повећање минималне плате, радну недељу од 39 сати, 5 недеља одмора годишње, успостављање солидарног пореза на богатство, повећање социјалних давања, проширење радничких права на консултације и информације о својим послодавцима (кроз Оруов закон). Циљ је био да се поспеши економска тражња а тиме и економска активност (кејнзијанизам), али је стимулативна фискална политика коју је спроводила Моруоова влада била у нескладу са стегнутом монетарном политиком коју је спроводила Банка Француске. Стопа незапослености је наставила да расте, а франак је девалвирао три пута.
Старосне пензије су повећане за 300 франака месечно на 1.700 франака за једну особу, и 3.700 франака за пар, а здравствено осигурање је учињено доступнијим незапосленима и особама које не раде пуно радно време. Стамбена давања за ниско плаћене су подигнута за 25% у 1981, а у две године након маја 1981, давања за породице са троје деце су подигнута за 44% а за породице са двоје деце за 81%. 1981. године, куповна моћ социјалних давања је порасла за 4,5% а 1982. за 7,6%. Осим тога, минимална плата (коју је примало 1,7 милиона радника) је повећана за реалних 15% између маја 1981. и децембра 1982.
Учињени су велики напори да се побољша стамбени положај и здравствена заштита, а влада је такође покушала да се реформом школства ухвати у коштац са лошим успехом у школи деце из радничке класе. У циљу појачања политичког учешћа, влада је повећала финансијска давања локалним политичарима, који су добили и право на плаћено одсуство са својих послова како би похађали курсеве из области јавне управе. Давања за особе са инвалидитетом су повећана, а начињен је напредак и у плати и условима у војсци. Декретом из јануара 1982. су уведени „уговори солидарности“, по којима су фирме могле да добију субвенције за увођење рада на пола радног времена или раног пензионисања ако би истовремено стварале нова радна места. Декретом из марта 1982. је омогућио запосленима да се пензионишу са 60 година старости уз пензију висине 50% просечне зараде током 10 година рада током којих су највише зарађивали. 1983. су донети закони у циљу постизања веће једнакости у приватном сектору. Предузећа су морала да сачињавају годишње извештаје о приликама за тренинг и условима рада за жене, и да представе статистичку анализу њиховог положаја у предузећу, а раднички комитети су били задужени да се старају о спровођењу мера за промовисање једнакости. Осим тога, уведена су нова давања за незапослене раднике који су престали да испуњавају услове за осигурање од незапослености. У децембру 1982. је донет закон који је вратио радницима право да бирају администраторе у фондовима за социјалну заштиту, што је пракса коју је Шарл Де Гол укинуо 1967.
Када је у питању подршка новим француским технологијама коју је започео његов претходник Валери Жискар Д'Естен, Митеран је наставио ове пројекте: брзи воз ТЖВ и Минител, интерактивну рачунарску мрежу која је претходила Интернету. Минител и ТЖВ веза између Париза и Лиона су отворени само пар недеља након избора. Осим тога, владини грантови и позајмице за капиталне инвестиције за модернизацију су значајно увећани.
Митеран је донео први закон о децентрализацији, Деферов закон.
Након две године мандата, Митеран је начинио значајан заокрет у економској политици, кад је у марту 1983. усвојио такозвани „заокрет у резове“ (фр. tournant de la rigueur). Приоритет је дат борби против инфлације, у циљу задржавања компетитивности у Европском монетарном систему. Иако су се догодила два периода благе економске рефлације (први од 1984. до 1986, а други од 1988. до 1990), монетарне и фискалне стеге су представљале основу политичке оријентације за време Митеранове власти од 1983. надаље. Упркос томе, у поређењу са просеком у земљама ОЕБСа, фискална политика у Француској је остала релативно експанзиона током два Митеранова мандата.

#### Спољна политика
Што се тиче спољне политике, Митеран није значајније одступио од својих претходника, и наставио је пробе нуклеарног оружја у јужном Пацифику упркос протестима разних мировних и еколошких организација. 1985, француски агенти су потопили брод Rainbow Warrior, бивши рибарски брод у власништву Гринписа, који је коришћен у протестима против нуклеарних проба и лова на китове и фоке. Један припадник Гринписа је убијен, а када су се вести о овом догађају појавиле у медијима, избио је велики скандал који је довео до оставке министра одбране Шарла Ернуа. Француска је накнадно платила одштету од 1,8 милиона америчких долара Гринпису.
Француска је такође задржала неутралан положај под Митераном, оставши изван НАТО, и наставила је да активно делује у Африци, тако што су француска војска и Легија странаца често интервенисале да би подржале разне афричке владе, и учествовале у обуци локалних снага.
Левица је изгубила на 1983. локалним изборима и на изборима за Европски парламент 1984. У исто време, Саваријев закон о ограничавању финансирања приватних школа од стране локалних заједница, довео је до политичке кризе. Од закона се одустало а премијер Моруа је поднео оставку у јулу 1984. Наследио га је Лоран Фабијус, а комунисти су напустили владу.

#### Прва кохабитација (1986—1988)
Пред законодавне изборе 1986, уведен је пропорционални изборни систем, у складу са „110 предлога“. Међутим, ово није спречило победу коалиције Уједињење за Републику/Унија за француску демократију (РПР/УДФ). Митеран је након избора именовао вођу РПР, Жака Ширака за премијера. Овај период власти, током кога су председник и премијер били из две супротстављене коалиције, што је комбинација која се тада први пут догодила током Пете републике, назван је „кохабитацијом".
Ширак се углавном старао о унутрашњој политици, док се Митеран концентрисао на свој „резервисани домен“ спољне политике и одбране. Међутим, између њих двојице је дошло до неколико сукоба. У једној ситуацији, Митеран је одбио да потпише извршне декрете о либерализацији, што је приморало Ширака да ове мере „провуче“ кроз парламент. Митеран је такође наводно дао тајну подршку неким друштвеним покретима, на пример студентским протестима против универзитетске реформе (Девакеов закон). Митеран је профитирао од тешкоћа које је Шираков кабинет имао, и његова популарност је порасла.
Анкете су му ишле у прилог, и Митеран је најавио своју кандидатуру на председничким изборима 1988. У кампању је ушао са умереним програмом (обећао је „ни национализације, нити либерализацију“) и залагао се за „уједињену Француску“. Приоритет своје политике је изнео у „писму француском народу“ У првом кругу избора је освојио 34% гласова, а у другом кругу је са 54% гласова победио противкандидата Ширака. Митеран је тако постао први председник који је два пута изабран на општим изборима.

### Други мандат (1988—1995)
Након што је реизабран, именовао је Мишела Рокара за премијера, упркос што су њих двојица били у лошим односима. Рокар је водио умерено крило ПС и био је најпопуларнији од социјалистичких политичара. Митеран је одлучио да организује нове законодавне изборе. ПС је освојила релативну већину у парламенту. Четири политичара десног центра су ушла у владу.
Други мандат је обележило увођење социјалне помоћи (фр. Revenu minimum d'insertion, RMI) која је гарантовала минимални приход онима који немају никакве друге изворе прихода; поновно успостављање солидарног пореза на богатство, који је укинула Ширакова влада; увођење генерализованог социјалног пореза; продужење породиљског одсуства до трећег рођендана детета; реформа Заједничке пољопривредне политике; Гајсоов закон из 1990. о говору мржње и порицању Холокауста; Мермазов закон из 1989;, увођење додатка за приватну негу деце; доношење Закона о урбаној оријентацији из 1991; Арпаланжовог закона о финансирању политичких странака; реформа кривичног законика; Матињонови споразуми о Новој Каледонији; Евинов закон о пушењу на јавним местима; померање старосне границе за дечије додатке на 18 година 1990; и увођење Закона о образовању из 1989, који је поред других мера обавезивао локалне власти да се старају о образовању све деце са инвалидитетом. Започето је више великих архитектонских пројеката, који су постали познати као „Велики пројекти Франсоа Митерана“, међу којима су Пирамида у Лувру, Тунел испод Ламанша, Капија Дефанса, Опера Бастиља, Министарство финансија у Берсију, и Народна библиотека Француске. 16. фебруара 1993, председник Митеран је у Фрежису отворио меморијал Рата у Индокини.
Међутим, други мандат су такође обележила и ривалства унутар ПС и раздор митеранистичке групе (на Ренском конгресу, где су се присталице Лорана Фабијуса и Лионела Жоспина оштро сукобиле око превласти у странци), скандали око финансирања странке, скандал са контаминираном крвљу у који су били умешани Лоран Фабијус и бивши министри Жоржина Дуфоа и Емонд Херв, као и Јелисејска афера са прислушкивањем.

#### Друга кохабитација (1993—1995)
Разочаран Рокаровим неуспехом да спроведе програм Социјалиста, Митеран је разрешио Рокара 1991. и поставио Едит Кресон на његово место. Она је била прва жена која је постала премијер Француске, али се испоставило да је њено именовање представљало скупу грешку, због њене склоности ка оштрим и расистичким јавним испадима. Након што су социјалисти доживели велики пораз на локалним изборима 1992, Кресон је дала оставку. Њен наследник Пјер Береговој је обећао да ће се борити против незапослености и корупције, али није успео да спречи катастрофалан пораз на законодавним изборима 1993. Левица је освојила само 92 мандата, а десничарске партије су освојиле 485 мандата. Береговој је извршио самоубиство 1. маја 1993.
Митеран је именовао бившег министра финансија из РПР, Едуарда Баладура за премијера. Током друге „кохабитације“ је било много мање сукоба него током прве, јер су председник и премијер знали да неће бити један другом ривали на наредним председничким изборима. Митеран је тада имао већ скоро 80 година, и боловао је од рака, а осим тога је био у шоку услед самоубиства свог пријатеља Франсоа де Гросувра. Његов други и последњи мандат је окончан након председничких избора у мају 1995, на којима је за новог председника изабран Жак Ширак. Кандидат социјалиста је био Лионел Жоспин.
Свеукупно, Митеран је као председник одржао „основне карактеристике јаке социјалне основе на темељу снажне државе“. По извештају Уједињених нација, између 1979. и 1989, Француска је уз Португал била једина држава ОЕБСа у којој се неједнакост у приходима није увећала. Међутим, током његовог другог мандата, јаз између богатих и сиромашних је порастао у Француској, а незапосленост и сиромаштво су били у порасту услед економске рецесије која је трајала од 1991. до 1993. Па ипак, према неким другим студијама, проценат становништва Француске који је живео у сиромаштву (по различитим критеријумима) је опао од средине осамдесетих до средине деведесетих година 20. века.

## Смрт
Митеран је умро у Паризу 8. јануара 1996. са 79 година од рака простате. Чињеницу да је боловао од ове болести су он и његови лекари крили током већег дела његовог председничког мандата. Неколико дана пред смрт, породица и блиски пријатељи су му се придружили на „последњем оброку“ који је био контроверзан јер је, уз остала гурманска јела, укључивао и печену дивљу птицу певачицу, виноградску стрнадицу, која је заштићена врста, и чија је продаја илегална у Француској.

## Спољна политика

### Односи истока и запада
Митеран је подржавао јачу европску сарадњу и очување посебних веза Француске са својим бившим колонијама, за које се бојао да потпадају под „англо-саксонски утицај“. Његова тежња да очува Француски утицај у Африци је довела до контроверзне улоге Париза током Геноцида у Руанди. Упркос томе што је Митеран био левичар, током 1980—их се Француска удаљила од Совјетског Савеза, посебно након догађаја попут избацивања 47 совјетских дипломата и њихових породица из земље након што су оптужени за индустријску и војну шпијунажу. Митеран је такође оштро критиковао совјетску интервенцију у Авганистану, као и совјетско гомилање нуклеарног оружја.
Међутим, Митеран је био забринут због брзине распада Источног блока. Противио се Уједињењу Немачке, али га је на крају сматрао неизбежним. Противио се брзим признањима Хрватске и Словеније, јер је сматрао да би она могла да доведу до насилног распада Југославије.
Француска је учествовала у Заливском рату (1990–1991) у оквиру коалиције УН.